# Libbe Venema
Libbe Venema (Groningen, 10 januari 1937 – Dalerveen, 5 juni 1994) was een Nederlands beeldend kunstenaar.

## Levensloop
Libbe Venema volgde een opleiding aan de kweekschool, waarna hij als onderwijzer werkzaam was in achtereenvolgens Emmeloord, Meppel en Leusden. Venema had als autodidactisch kunstenaar grote belangstelling voor de werken van de kunstschilders die deel uitmaakten van de in 1918 opgerichte kunstkring De Ploeg. De invloed van deze kunstenaars is van verstrekkende betekenis geweest voor de werken die Venema, naast zijn drukke werkzaamheden als onderwijzer, in zijn vrije tijd produceerde. Het werk van de temperamentvolle noorderling Libbe Venema ondervond op talloze exposities veel waardering. In 1989 en 1994 was Venema te zien in speciaal aan hem gewijde tv-programma's bij de EO. Venema overleed in 1994 in het Drentse dorp Dalerveen.

## Werk
Het werk van Libbe Venema werd aanvankelijk beïnvloed door de schilders van De Ploeg. Later is hij een eigen weg gegaan.
Venema ging uit van de werkelijkheid waarmee hij zich zeer verbonden wist en kwam uit bij het abstracte. Zo schilderde hij veelal series van eenzelfde onderwerp. Hij zocht achter de waargenomen werkelijkheid het wezen van de dingen. Een schilderij van een huis bijvoorbeeld wordt gekarakteriseerd door de mensen die erin woonden. Daarbij ging het vooral om de wijze van schilderen (verfbewerking) en het licht daarin. Licht was voor Libbe hoop. Venema heeft muurschilderingen gemaakt in het Dr. Janssen-ziekenhuis en in de kerkzaal van de Nederlands Gereformeerde Kerk beide in Emmeloord. Verder beschilderde hij een doopvont (1993) in de Gereformeerde Kerk (vrijgemaakt) te Houten. In 1990 en 1994 is zijn werk te zien geweest tijdens interviews op de Nederlandse televisie (Evangelische Omroep). Met grafisch vormgever Steven van der Gaauw werkte Venema aan een bibliofiele uitgave van een dichtbundel van Henk Knol. Exposities vanaf 1960 te Groningen, Meppel, Zwolle, Amsterdam, Utrecht, Arnhem, Kampen, Maastricht, Oudewater en Emmeloord.

## Nevenfuncties
- Docent HBS, Emmeloord
- Docent Basisschool Meppel
- Directeur Basisschool, Leusden
- Lid Kerkenraad Gereformeerde Kerk Vrijgemaakt, Meppel

## Publicaties
- Ander hooglied (1994)